# Зелёная волна (фильм)
«Зелёная волна» — документальный фильм с реконструирующими анимационными вставками, снятый иранским режиссёром Али Самади Ахади в эмиграции в Германии. Фильм рассказывает о президентских выборах в Иране в 2009 году и последовавших за ними акциях протеста и политических репрессиях. Премьера фильма состоялась в 2010 году на Гамбургском кинофестивале.

## Сюжет
В 2009 году на президентских выборах в Иране Махмуду Ахмадинежаду противостояли оппозиционные кандидаты, один из которых, Мир-Хосейн Мусави, был явным фаворитом. Однако результаты выборов были фальсифицированы в пользу Ахмадинежада, после чего на следующий день тысячи человек вышли под зелёными знамёнами на улицы Тегерана и других крупных городов. К вечеру число участников выступлений в Тегеране достигло 100 тысяч человек, после чего начался жестокий разгон протестующих, в ходе которого множество человек было ранено и убито, многие были заключены в тюрьмы и подверглись пыткам. В фильме об этих событиях рассказывают их очевидцы и участники, вынужденно оказавшиеся в эмиграции в Германии.